# Aricidea quadrilobata
Aricidea quadrilobata är en ringmaskart som beskrevs av Webster och Benedict 1887. Aricidea quadrilobata ingår i släktet Aricidea och familjen Paraonidae. Arten har ej påträffats i Sverige. Inga underarter finns listade i Catalogue of Life.